# Taco Remkes

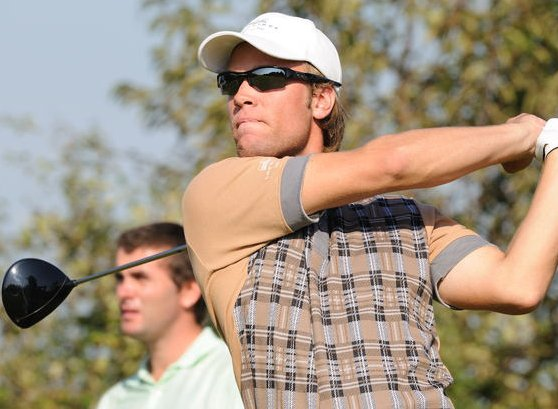
Houtrak 2008

Taco Remkes (Amsterdam, 20 november 1984) is een Nederlandse golfprofessional. Zijn thuisbaan is Golfclub Houtrak.

## Amateur
Op 10-jarige leeftijd begon Remkes met golf. Hij kwam in de C-selectie en trainde op Spaarnwoude met onder anderen Ad Wessels. In zijn amateurtijd speelde Remkes tweemaal mee op het Challenge Open, in 2002 op Purmerend en in 2005 op Broekpolder. Bij de Biarritz Classic eindigde hij op de 2de plaats, bij het British Boys kwam hij in de kwartfinale, en bij het EK werd hij 2de in de groep tot 16 jaar.

### Gewonnen
Onder andere:
- 2003: Dutch Junior Masters

## Professional
In 2006 werd Remkes professional. Hij speelde op de EPD Tour en eindigde als nummer 2 op de rangorde. Hierdoor mocht hij rechtstreeks naar Stage 2 van de Tour School. Deze bestaat uit 4 rondes, waarbij 83 man spelen voor 20 plaatsen in de Finals. Remkes eindigde als 18e, samen met 5 anderen. Na een play-off plaatste Remkes zich alsnog voor de finale. Deze werd gespeeld op de twee banen van San Roque. Hij eindigde daar niet bij de beste 30 en kreeg geen speelkaart voor de Europese Tour van 2008. Door zijn 2de plaats op de EPD Tour had hij al een speelkaart voor de Challenge Tour.
In 2007 behaalde meteen zijn eerste overwinning op de EPD Tour. Dat was op het EPD Open in Augsburg. Hij steeg daardoor de 3de plaats op de Order of Merit en behield die positie een paar weken. Toen hij ook nog twee keer 3de werd bij de Sierra Classic en het Polish Open, wist hij zeker dat hij in 2008 op de European Challenge Tour (ECT) kon spelen.
In 2008 werd hij uitgenodigd voor het Madeira Island Open, wat zijn eerste optreden op de Europese Tour is. Verder speelde hij het VISA Open in Argentinië, waar hij als 4de eindigde met een score van -8. In april werd hij 7de bij het  AGF-Allianz Open Côtes d'Armor in Bretagne. Toen kwam zijn eerste Challenge Tour-overwinning eind juni. Met een score van -13 won hij de Scottish Challenge, gevolgd door het winnen op eigen bodem van de Dutch Challenge op Golfclub Houtrak. De week erna werd hij 4de bij het AGF-Allianz Golf Open Grand Toulouse.
Midden oktober wist Remkes ook zijn derde toernooizege in een jaar te behalen. Hij won, wederom in een play-off, het Margara Diehl-Ako Platinum Open. Hiermee verdiende hij battlefield promotion naar de Europese Tour. Hij is de eerste speler die door middel van deze regel, ingevoerd in 2004, weet te promoveren.
Via de Challenge Tour heeft Remkes zich gekwalificeerd voor de Europese Tour van 2009. Daar volgde de ene teleurstelling na de andere en hij miste 22 cuts. Eind 2009 moest hij dus weer naar de Tourschool, waar hij zich niet voor de Finals kwalificeerde. Met zijn coach Tim Nijenhuis is hij gaan trainen bij coach Stan Utley in Arizona om zijn korte spel te verbeteren.
In april 2011 kwalificeerde hij zich voor de Canadian Tour door in Californië op de Tourschool bij de beste 25 te eindigen. Op de Europese Tourschool haalde hij de Finals en eindigde op de 30ste plaats. In 2012 mag hij dus op de Europese Tour spelen. In 2012 volgde een jaar met wisselvallig spel waarin hij zijn kaart voor de Europese Tour niet behield, maar zijn deelname aan de Challenge Tour was wel verzekerd.

### Gewonnen
EPD Tour
- 2007: Augsburg Classic, Polen

Challenge Tour
- 2008: Scottish Challenge, The Dutch Futures (na play-off tegen Jeppe Huldahl), Margara Diehl-Ako Platinum Open (na play-off tegen Roope Kakko)